# 克雷門·史多普勒
克雷門·史多普勒（Clemens Doppler，1980年9月6日—）是一名奧地利排球運動員，曾代表國家參加2012年倫敦奧運的男子沙灘排球比賽，並未獲得獎牌。